# 武瑶
武瑶，女，漢族，中國大陸著名編劇，毕业于中国传媒大学，后留校任教。兼任中广协电视剧编剧工作委员会成员。

## 編劇作品
- 《巴黎恋歌》
- 《维纳斯之恋》
- 《功夫婆媳》
- 《非常营救》
- 《神犬小七2》
- 《人生若如初相见》
- 《关于爱情和那些魔鬼》(電視電影。2012年纽约国际影展故事片类金奖)

### 舞台劇
- 《邋遢大王奇遇记》(上海文化基金会2008年儿童舞台剧专项基金奖)
- 《猫科动物》
- 《福娃快乐园》
- 《情爱实验室》

## 風波
2017年拍攝电视剧《莫语者》期間與製作方發生稿費爭議，劇本中的武打戲或演員、導演自由發揮橋段，習慣上用連續三角記號代替文字標明，全劇約61萬字但三角記號有一萬多字，武瑶堅持三角記號是「標點符號」也要算錢，因為合約中並沒說明標點符號不算錢。
然而製片方罗伟認為此一要求非常荒謬，因為標點符號有語句需要且一次用一個，而連續三角記號是一種標記行為，一段五分鐘武打戲要標幾三角沒有任何規定可以隨意標一大串，一萬多個三角等於多出一集的價碼，已經是欺人太甚。且劇本字數涵蓋三角為61萬字，與其自稱68萬字差距甚大，不明白為何說謊。
之後武瑶在訪問和微薄中爆料攻擊劇組，並威脅爆出一些劇組內部醜事等手段反擊，罗伟表示若她再繼續拒絕溝通和影響戲劇名聲，只能採法律手段。